# Sipitang
Sipitang est une ville de l’État de Sabah en Malaisie dans l'ile de Bornéo. Elle est située à la frontière du Sarawak à 144 km au sud-ouest de la capitale Kota Kinabalu et à 44 km au sud de Beaufort. La ville, qui compte 4 196 habitants en 2010, est le chef-lieu du district de Sipitang. La ville dispose de deux grosses installations industrielles : une usine de production de pâte à papier et de papier et une usine de production d'urée et d'ammoniaque implantée en bord de mer. Des projets existent pour doubler la capacité de cette dernière qui a été inaugurée en 2017 et qui produit 700 000 tonnes de produits par an.

## Climat
| Mois                              | jan.  | fév.  | mars | avril | mai   | juin  | jui.  | août  | sep.  | oct.  | nov.  | déc.  | année   |
| --------------------------------- | ----- | ----- | ---- | ----- | ----- | ----- | ----- | ----- | ----- | ----- | ----- | ----- | ------- |
| Température minimale moyenne (°C) | 25    | 25    | 25   | 25    | 25    | 25    | 25    | 25    | 25    | 25    | 25    | 25    | 25      |
| Température maximale moyenne (°C) | 30    | 30    | 31   | 32    | 32    | 32    | 31    | 32    | 31    | 31    | 31    | 31    | 31,2    |
| Précipitations (mm)               | 136,5 | 122,9 | 98,8 | 188   | 243,5 | 285,3 | 273,4 | 260,4 | 285,4 | 402,2 | 318,9 | 281,1 | 2 896,4 |